# Fortissimo (brano musicale)
Fortissimo è un brano musicale di Rita Pavone, pubblicato nel singolo Fortissimo/La sai troppo lunga dalla RCA Italiana. Autrice del testo è Lina Wertmüller e della musica Bruno Canfora.

## Brano cantato dalla Pavone
Il singolo esce nel 1966, entrando alla 12ª posizione della classifica italiana.
Sono incise delle cover da diversi interpreti, come Claudio Baglioni, Mina e Laura Bono.
Nel 1994 Letizia Mongelli, vocalist per Angela Di Cosimo, ne incide una cover per la compilation Non è la Rai estate.
Nathalie la incide nel suo EP d'esordio In punta di piedi.
Chiara Civello la incide nel suo album del 2014 Canzoni (Okeh Records, 88843063812).

## Cover di Laura Bono
Il 15 novembre 2013 Laura Bono ha pubblicato questo brano come singolo. 